# ستيوارت دونالدسون
ستيوارت دونالدسون (بالإنجليزية: Stewart Donaldson)‏ هو عالم نفس أمريكي، ولد في 28 فبراير 1961.